# Інвентаризація
Інвентаризація — перевірка і документальне підтвердження наявності та стану, оцінка активів та зобов'язань (майно, вкладення підприємства в статутні фонди інших підприємств, розрахунки з дебіторами та кредиторами) підприємства.
Законодавець встановив випадки, при яких проведення інвентаризації носить обов'язковий характер:
- передача майна в оренду, викуп, продаж, перетворення державного або муніципального унітарного підприємства,
- перед складанням річної бухгалтерської звітності,
- зміна матеріально відповідальних осіб,
- виявлення фактів розкрадання, зловживання або псування майна,
- стихійне лихо, пожежа або інші надзвичайні ситуації, викликані надзвичайними умовами,
- реорганізація або ліквідація організації.

### Словосполучення та вирази
Інвентаризація земель — сукупність заходів спрямованих на перевірку і документальне підтвердження наявності та стану, оцінки земельних ресурсів, або землеволодінь чи землекористувань, або конкретної земельної ділянки.
Інвентаризація земель проводиться з метою встановлення місця розташування об'єктів землеустрою, їхніх меж, розмірів, правового статусу, виявлення  земель, що  не  використовуються, використовуються нераціонально або не  за  цільовим призначенням, виявлення і консервації деградованих сільськогосподарських угідь і забруднених земель, встановлення кількісних  та  якісних характеристик земель, необхідних для ведення державного земельного кадастру, здійснення  державного  контролю за  використанням  та охороною земель  і  прийняття на  їх  основі відповідних рішень органами виконавчої влади та органами місцевого самоврядування.
 У разі виявлення  при проведенні  інвентаризації  земель державної  та комунальної власності земель, не віднесених до тієї чи  іншої категорії, віднесення  таких земель  до відповідної категорії  здійснюється  органами виконавчої  влади  або органами місцевого самоврядування на підставі відповідної  документації  із землеустрою, погодженої та  затвердженої в установленому законом порядку.
Відповідальність за організацію інвентаризації несе керівник підприємства, який повинен створити необхідні умови для її проведення у стислі строки, визначити об'єкти, кількість і строки проведення інвентаризації, крім випадків, коли проведення інвентаризації є обов'язковим. Головний бухгалтер або особа, юридична чи фізична, відповідальна за ведення бухгалтерського обліку, має забезпечити дотримання норм законодавства та правил її проведення. Матеріали інвентаризації і рішення інвентаризаційної комісії щодо регулювання розходжень затверджуються керівником підприємства із включенням результатів у звіт за період, в якому закінчена інвентаризація, а також у річний звіт, та викладаються у примітках до фінансової звітності.
Для проведення інвентаризаційної роботи письмовим наказом керівника на підприємстві створюється постійно діюча інвентаризаційна комісія у складі керівника структурного підрозділу або іншого працівника апарату управління (для малих підприємств), головного бухгалтера (старшого бухгалтера на правах головного) або його заступника (якщо таких немає — іншого працівника бухгалтерії).
До складу комісії доцільно було б включати фахівців, добре обізнаних зі складськими справами (технологіями зберігання ТМЦ), інженерно-технічних працівників, здатних дати оцінку технічного стану засобу (об'єкта основних фондів), економістів та рахівників, спеціалістів з маркетингу (які добре знають облікову справу і можуть скласти ринкову вартість будь-якого активу). Комісію очолює керівник підприємства або його заступник (головний інженер).
Інвентаризаційний опис — перелік майна установи із зазначенням кількості виявлених предметів та їхньої вартості.
Інвентарний номер — номер, який використовується для ведення аналітичного обліку, організації контролю за наявністю та станом майнових цінностей, основних засобів. Кожному інвентарному об'єктові надається відповідний номер, що закріплюється за об'єктом на весь час його експлуатації.
Які переваги отримують замовники від проведення інвентаризації земель в Україні?
- створюється повноцінна база даних про всі земельні ділянки в межах населеного пункту на паперових та електронних носіях. Завдяки цьому, підвищується його інвестиційна привабливість, спрощується пошук потенційних земельних ділянок для інвестора та містобудівних потреб.
- влада отримує можливість організації постійного контролю за використанням земель в населеному пункті.
- виявлення всіх землекористувачів, власників землі зі встановленням меж їх ділянок
- виявлення земельних ділянок, що не використовуються або використовуються нераціонально, не за цільовим призначенням
- значно скорочуються витрати жителів села, селища, міста при виготовленні кадастрового номера земельної ділянки,   та ін.